# Nazionale maschile di rugby a 15 della Giamaica
La nazionale di rugby XV della Giamaica rappresenta la Giamaica nel rugby a 15 in ambito internazionale, dove è inclusa fra le formazioni di terzo livello.